# Central térmica de Los Barrios
La central térmica de Los Barrios es una central térmica convencional de carbón, cuyo funcionamiento se basa en el ciclo de Rankine, y que se encuentra en el término municipal de Los Barrios (Cádiz).
Forma parte de la reserva lenta o reserva base, de la red eléctrica de España, proporciona contratos directos a 80 empleados y un número similar en empresas auxiliares y cuenta con una potencia de 567,5 MW.
A pesar de que Viesgo invirtió 100 millones de €, la central se encuentra inactiva desde marzo de 2019, aunque la compañía planeó volver a retomar la actividad temporalmente debido a que volvía a ser rentable fruto del constante alza en los precios de la electricidad en todo el continente europeo. La central cuenta con la autorización de cierre desde marzo de 2021, pudiendo hacerlo en un plazo de 12 meses, tras el cual perdería dicha autorización. La central procedió a su reapertura durante el mes de enero de 2022 debido al alza de los precios del gas, con la intención futura de acometer su desmantelamiento y convertirla en una moderna planta de hidrólisis que se enmarcaría en el plan propuesto del Valle del Hidrógeno de la Bahía de Algeciras.

## Historia
La central se inauguró en diciembre de 1985. Gestionada por la Sevillana de Electricidad.

### Cierre
Dentro de la política de cierre de centrales de carbón, El 16 de marzo de 2021 se autorizó su cierre definitivo, publicado en el BOE de 31 de marzo. La empresa deberá proceder al cierre de la central en el plazo de doce meses contados a partir de la fecha y a su desmantelamiento en el plazo máximo de cuatro años. La empresa EDP España  prevé invertir 550 millones en la central térmica de Los Barrios reconvirtiendo la central con un proyecto de producción de hidrógeno verde.

### Reformas recientes
Durante los años 2007-2008, se realizaron en la Central Térmica de Los Barrios una serie de reformas, para aumentar la potencia de producción, mejorar la eficiencia económica por kW producido y reducir las emisiones de CO2 y SO2 a la atmósfera. La inversión total fue de 101 millones de Euros, y las principales mejoras de esta reforma fueron:
- Construcción de una planta desulfuradora, para reducir la concentración de SO2 en los gases emitidos. Coste 62 Mill. Euros
- Instalación de una nueva turbina de alta y media presión. Coste: 10,5 Mill. Euros
- Reformas en la caldera para mejorar eficiencia productiva. Coste: 11 Mill. Euros
- Modernización de sistemas de control. Coste: 1,6 Mill. Euros
- Sustitución de los quemadores de gasoil e instalación de calentadores de alta presión. Coste: 15,9 Mill. Euros

El total de la inversión fueron 39 millones de Euros en mejoras técnicas, y 62 millones de Euros para mejoras exclusivamente de índole medioambiental. Gracias a estas reformas, se consiguió reducir en un 95% las emisiones de dióxido de azufre a la atmósfera.
La planta de desulfuración se comenzó a construir en abril de 2006 ya que no afectaba al proceso productivo. La reforma interna en cambio, programada para abril de 2008, obligaba a una parada de 2 meses. Pero la coincidencia con una huelga de gruistas, dio lugar a la prolongación de la parada durante más de 2 meses, y al replanteamiento logístico de parte del proyecto.

#### Planta de Desulfuración
El 5 de junio de 2006, coincidiendo con la celebración del Día mundial del medio ambiente, los responsables de Endesa Generación presentaron en el Hotel Guadacorte Park, el proyecto medioambiental para desulfurar los gases procedentes de la combustión en la caldera, obteniendo yeso químico que se puede emplear en la construcción. Endesa invirtió en este proyecto, que era exclusivamente de índole medioambiental, 61,64 millones de €.
La planta de desulfuración, cuyas obras comenzaron en abril de 2006, tardó 2 años en construirse, estando operativa a mediados del año 2008. Las primeras pruebas fueron en noviembre de 2007. Esta obra generó una media de 250 empleos y un pico de 1500 empleos en determinadas fase de la obra.
Esta planta desulfuradora es anexa a la caldera, estando ubicada junto a la chimenea de gases, y ocupando una superficie de 1 Ha. El sistema de desulfuración reside en inyectar agua con cal a los gases provenientes de la caldera, que utiliza como combustible carbón mineral, obteniendo en ese proceso fosfato cálcico, también denominado yeso químico, que se utiliza en la construcción. Con este método, se reducen notablemente las emisiones de SO2. Aplicando una reducción media del 50 por ciento, los valores de emisión actuales de la central, 1.400 miligramos por normal metro cúbico (Nm3), quedarán reducidos a 700 miligramos. No obstante, la planta puede alcanzar una capacidad de desulfuración de hasta el 89 %.
Desde su puesta en marcha, las emisiones de la Central Térmica Los Barrios están con holgura dentro de los límites del Plan Nacional de Residuos Especiales y la legislación vigente.
Por otra parte, como se ha mencionado, esta planta tiene doble beneficio, ya que a la vez que reduce las emisiones de SO2, produce yeso que se emplea habitualmente en la construcción. La producción anual de yeso químico, o fosfato cálcico, es de unas 60.000 toneladas. La cal es transportada desde la Central Térmica Los Barrios en camiones, pero en bloques, evitando así la difusión de polvo durante su traslado. Una vez en la factoría esos enormes trozos serán pulverizados en unos molinos.
El proyecto fue desarrollado por la multinacional Alstom y la española INITEC Energía.
Alstom es una multinacional que abarca varios sectores industriales, como son la generación de energía y la construcción de trenes de alta velocidad, buques de diversas características y plataformas petrolíferas.
Las actividades de la española Initec son similares y comprenden plantas industriales, centrales de energía convencionales y nucleares y construcción de infraestructuras. Initec Nuclear está participada por el grupo Westinghouse/BNFL.

## Propiedad
La propietaria inicial y desarrolladora del proyecto de su construcción fue la compañía Sevillana de Electricidad (CSE). Posteriormente la compañía Endesa absorbió a CSE, convirtiéndose en la propietaria del complejo. En junio de 2008, la compañía E.ON, en una operación de adquisición de Electra de Viesgo y activos de Endesa, compró a esta última un paquete consistente en la Central Térmica de Los Barrios (567,5MW), y la Central térmica de Tarragona de ciclo combinado (395 MW). La transacción se cerró por una cantidad total de 769 millones de Euros por ambas centrales. En 2020 EDP compra los activos de generación de Viesgo incluyendo la central de Los Barrios que estaba en proceso de cierre.

## Datos Técnicos
La Central Térmica Los Barrios consta de un grupo térmico destinado a la producción de energía eléctrica, con una potencia instalada de 567,5 MW. La Central está compuesta (de modo genérico) por los siguientes equipos principales:
- Caldera: La caldera de vapor es de tipo subcrítico con circulación asistida, diseñada para una capacidad de producción de 1.831 Tm/h de vapor sobrecalentado a 168 Kg/m2 y 540 °C.
- Turboalternador: El grupo turboalternador tiene una potencia de 550 MW, con una tensión de salida de 20 KV a 50 Hz. La turbina es una unidad tamdem-compound con recalentamiento intermedio y siete extracciones, con una sección de alta presión, una de media presión y dos secciones de baja presión de doble flujo cada una. Todo el conjunto se encuentra dispuesto en un solo eje que gira a una velocidad de 3.000 rpm.
- Parque de carbón: El parque está cubierto con una estructura metálica de un solo vano de 160 m de luz y 240 m de longitud. Tiene una capacidad de almacenamiento de 250.000 Tm de carbón.
- Chimenea: Los gases de combustión, una vez depurados en el precipitador electrostático, son expulsados a través de la chimenea de 230 m de altura, para favorecer la dispersión en la atmósfera.
- Sistema de Supervisión y Control: La central cuenta con un moderno sistema de control distribuido mediante ordenadores, en el que todos los elementos integrantes se encuentran duplicados, para garantizar el funcionamiento bajo cualquier circunstancia.

En el mismo está incorporado un sistema de seguridad, que en caso de alguna incidencia realiza las actuaciones necesarias para alcanzar un estado en que no se produzcan averías en los distintos equipos de la central.
El combustible utilizado es carbón de importación tipo hulla, con excelentes cualidades técnicas y medioambientales (alto poder calorífico y bajo contenido de azufre). Las principales procedencias del carbón son Sudáfrica (70%) y Colombia (30%), aunque se han utilizado carbones procedentes de EE. UU., Australia e Indonesia.
Los datos técnicos y operativos más relevantes son:
- Año de puesta en funcionamiento: 1985
- Superficie total: 350.000 m²
- Tensión de generación: 22.000 V.
- Media de producción eléctrica: 3.200 GWh /año
- Media de consumo de combustible: 1.200.000 Tm de carbón /año
- Media de horas de funcionamiento: 7500 horas /año
- Media de Indisponibilidad fortuita: 450 horas /año
- Suministrador caldera: Combustión E.
- Suministrador turboalternador: General Electric
- Ingeniería responsable del proyecto original: Empresas agrupadas puntualmente, lideradas por INITEC.

## Medio Ambiente
En la Central Térmica Los Barrios se halla implantado desde 1994 un Sistema de Aseguramiento de la Calidad, según la norma UNE-EN ISO 9002. En 1996, se amplió dicho sistema, incorporando un Sistema de Gestión Medioambiental basado en la norma UNE-EN ISO 14001. Ambos sistemas cuentan con el Certificado de Registro de Empresa de AENOR, y están integrados en todas las actividades de la Central.
Los Sistemas de Gestión tienen en cuenta el carácter de bien social que presenta la electricidad, y el respeto al entorno físico y socioeconómico. Estos factores enmarcan la Política Medioambiental, la cual se sustenta sobre los siguientes principios:
- Identificación con las aspiraciones sociales de protección y conservación del entorno.
- Utilización racional del recurso energético primario.
- Cumplimiento de la legislación medioambiental.
- Compromiso de mejora continua.
- Existencia de procedimientos para la prevención y el control.
- Participación en proyectos de I+D.
- Formación y sensibilización de los trabajadores.
- Información externa, periódica y actualizada.
- Colaboración con la Administración.

Además, se han adoptado medidas encaminadas a reducir la incidencia medioambiental producida por la utilización de carbón como combustible:
- Efluentes gaseosos: Se dispone de modernos mecanismos de control y reducción de las emisiones gaseosas. La legislación establece límites de emisiones para la emisión de SO2 y partículas, siendo las emisiones habituales tan sólo del 40% y del 20% respectivamente sobre dichos límites. Además se dispone de nueve estaciones de inmisión para el control y la vigilancia de la calidad del aire, ubicadas en los lugares más idóneos de la comarca.
- Residuos sólidos: Las cenizas volantes producidas por la combustión del carbón son separadas de los gases mediante un precipitador electrostático, y son utilizadas para la fabricación de cemento.
- Vertidos líquidos: El agua de mar utilizada para la refrigeración del ciclo se descarga al mar con un ligero incremento de la temperatura. Para el resto de efluentes líquidos (condensado, lavado, aguas negras) existen plantas de tratamiento y depuración, de forma que la incidencia sobre el medio sea nula.
- Incidencias acústicas: Los equipos han sido diseñados de modo que el nivel sonoro en el exterior del recinto sea mínimo.

A pesar de todas estas medidas, debido a las nuevas leyes que limitan las emisiones contaminantes, la Central Térmica Los Barrios fue catalogada en 2007 por Greenpeace como la novena central térmica más contaminante de España. Para cumplir las leyes de emisiones de gases contaminantes, Endesa Generación decidió realizar una gran inversión en renovación de equipos, y proyectar una planta de desulfuración.